# Lenkjöchlhütte
Die Lenkjöchlhütte (italienisch Rifugio Giogo Lungo) ist eine Schutzhütte in Südtirol und liegt in der Venedigergruppe.

## Lage
Die Hütte, ein hochalpines Schutzhaus im hinteren Ahrntal westlich unter der Rötspitze, steht unmittelbar über dem Lenkjöchl, zwischen Röttal und Windtal. Der langgezogene Mauerbau im Naturpark Rieserferner-Ahrn ist ein idealer Stützpunkt für die Besteigung der Rötspitze und Dreiherrnspitze, aber auch für den Übergang zur Clarahütte und für die Rundtour Windtal-Röttal.

## Geschichte
Im Frühjahr 1885 beschloss die Sektion Leipzig des DuOeAV den Bau der Schutzhütte, um dem spärlichen Besuch dieser Gegend im hinteren Ahrntal abzuhelfen. Sofort wurde ein geeigneter Platz für die Errichtung der Hütte ausfindig gemacht. Er steht frei und ist, was im Röttal ungewöhnlich ist, lawinen- und steinschlagfrei, hat Wasser in der Nähe, liegt wenige Minuten vom Gletscher und hat eine prachtvolle Aussicht. Umgehend wurde der Bauplatz erworben und die Arbeit in Auftrag gegeben. Wie geplant, wurde der Bau bereits im Spätsommer fertiggestellt und am 2. September 1887 mit Vorfeier, Böllerschüssen, Festessen, Tanz und Ansprachen feierlich eingeweiht.
Im Jahre 1891 wurde die Hütte erstmals bewirtschaftet und, da der Besuch in den folgenden Jahren stetig zunahm, 1898 und 1906/07 gänzlich umgebaut und vergrößert. Nach dem Ersten Weltkrieg erfolgte die Enteignung durch den italienischen Staat und die Übernahme durch die CAI-Sektion Bruneck.
Das alpine Schutzhaus war vor allem als Stützpunkt für die Ersteigung der Dreiherrnspitze gedacht. Der am 2. Juli 1887 gefundene Weg auf die Rötspitze (der heutige Anstieg auf die Rötspitze vom Lenkjöchl war vorher noch nicht bekannt) gab der Hütte gleich anfangs einen zusätzlichen Wert.

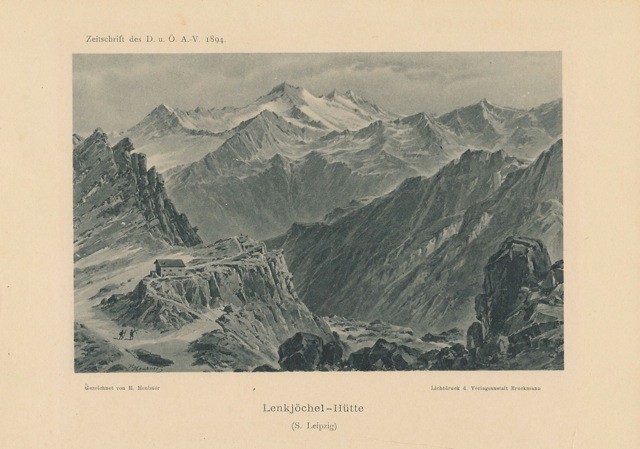
Lenkjöchlhütte: Zeichnung von 1894 von H. Heubner

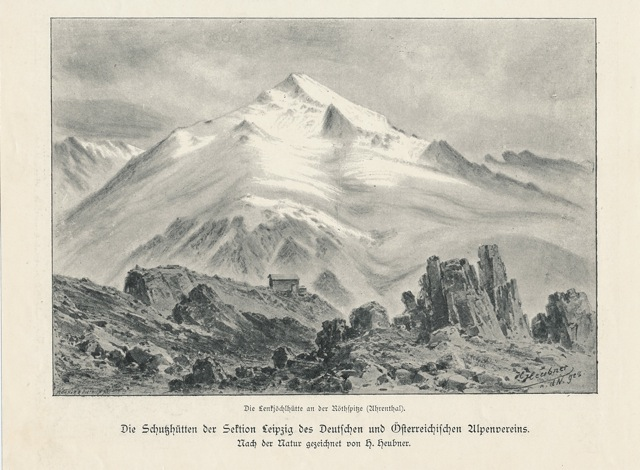
Lenkjöchlhütte: historische Zeichnung von H. Heubner

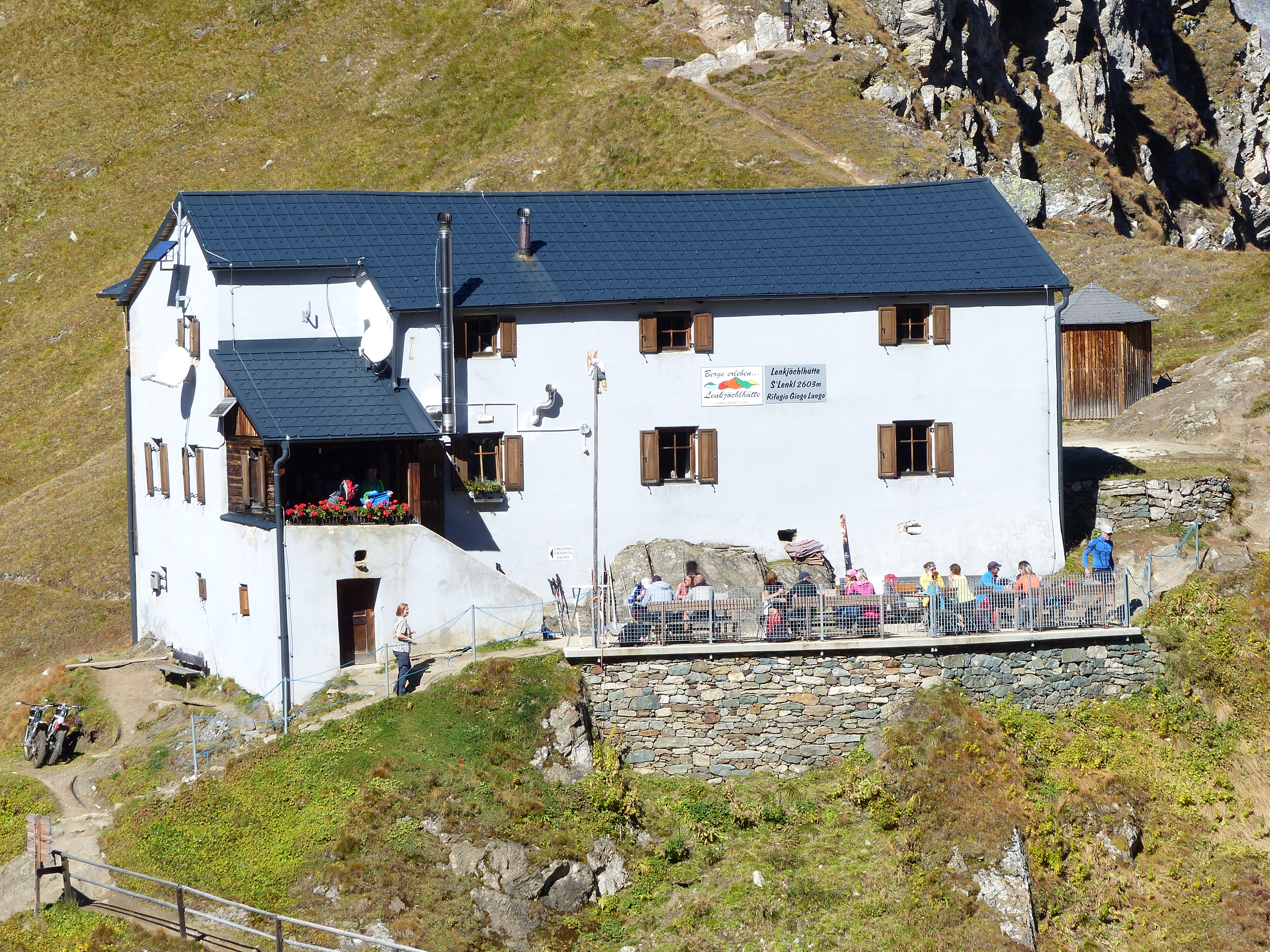
Lenkjöchlhütte heute

Zusammen mit 24 weiteren vom Staat enteigneten Schutzhütten ging die Lenkjöchlhütte 1999 in das Eigentum der Autonomen Provinz Bozen – Südtirol über; mit Jahresende 2010 lief die Konzession zu deren Führung durch den CAI aus. Seit 2015 wird das Land Südtirol bei der Verwaltung der Hütte (Vergabe an Pächter, Überwachung der Führung, Sanierungsmaßnahmen) durch eine paritätische Kommission unterstützt, in der neben der öffentlichen Hand auch der AVS und der CAI vertreten sind.

## Aufstieg
- Von Kasern über Heilig Geist das Windtal entlang
- Von Kasern über das Röttal, vorbei an alten Bergwerksstollen und der Rötalm

Die bequemen Anstiege durch diese beiden Täler und vor allem der Blick in die zerklüfteten Gletscherflanken der Rötspitze bieten ein leicht zu erreichendes hochalpines Erlebnis und können auch als Rundwanderung genutzt werden.

## Touren von der Lenkjöchlhütte
- Dreiherrnspitze (3499 m) in ca. 4 bis 5 Stunden
- Rötspitze (3495 m) in ca. 3–4 Stunden
- Ahrner Kopf (3051 m) in ca. 2 Stunden
- Hoher Rosshuf (3199 m) in ca. 2½ Stunden

## Übergang zu anderen Hütten
- Kleine-Philipp-Reuter-Hütte in 2,5 Stunden und weiter zur Clarahütte (2038 m) in insgesamt 4,5 Stunden
- Essener-Rostocker Hütte (2208 m) in 6 Stunden
- Birnlückenhütte (2441 m) in ca. 5 Stunden

## Karten und Literatur
- Willi End / Hubert Peterka: Alpenvereinsführer Venedigergruppe, Bergverlag Rother, München 1996, ISBN 978-3-7633-1242-9
- Alpenvereinskarte 1:25.000, Blatt 35/3, Zillertaler Alpen östliches Blatt * Alpenvereinskarte 1:25.000, Blatt 36, Venedigergruppe
- Casa Editrice Tabacco: Carta Topografica 1:25.000, Blatt 035, Valle Aurina/Ahrntal, Vedrette di Ries/Rieserferner Gruppe